# Berufsunfähigkeitsversicherung
Die Berufsunfähigkeitsversicherung (kurz BU-Versicherung) ist eine Versicherung zur Absicherung der eigenen Arbeitskraft. Abgegrenzt wird sie gegen die Unfallversicherung, Grundfähigkeitsversicherung und  Invaliditätsabsicherung. Die Berufsunfähigkeitsversicherung leistet, wenn der Versicherungsnehmer, zu einem vorher definierten Prozentsatz dauerhaft nicht mehr in der Lage ist, die im Leistungsfall zu definierenden Tätigkeiten auszuüben. Dabei kann je nach Bedingungswerk der Versicherer auf die abstrakte oder konkrete Verweisung verzichten, mit der ein ähnlicher oder überhaupt ein Beruf ausgeübt wird. Verzichtet der Versicherer auf die Verweisung, muss er auch dann leisten, wenn ein anderes Berufsfeld existiert, das dem vorher ausgeübtem Beruf gleichgestellt ist.
Berufsunfähigkeitsversicherungen können als Zusatzversicherung (Berufsunfähigkeitszusatzversicherung, BUZ) zu einer Lebensversicherung oder Rentenversicherung oder als selbständige Berufsunfähigkeitsversicherung (SBU) abgeschlossen werden. Der Begriff „Berufsunfähigkeitsversicherung“ wird zumeist versicherungsvertragliche Versorgung aus der Privatwirtschaft verstanden. Begrifflich ist er jedoch auch als „Berufsunfähigkeit“ im Rahmen der gesetzlichen Rentenversicherung bekannt. Nach Reformen besteht allerdings ein Vorbehalt für Personen, die vor dem 2. Januar 1961 geboren sind, und geleistet wird unter definierten Voraussetzungen mit Leistungsbeschränkungen. Für alle anderen gilt ein heute noch enger begrenzter Schutz im Rahmen der Erwerbsminderung. Im Gegensatz zur Erwerbsunfähigkeitsversicherung, die einen Ausgleich bei völligem Verlust der Arbeitsfähigkeit auf dem allgemeinen Arbeitsmarkt gewähren soll, schützt die Berufsunfähigkeitsvorsorge speziell vor den Folgen des Verlusts der Fähigkeit, den bislang ausgeübten Beruf weiter ausüben zu können.
Ausdrücklich Berufsunfähigkeitsrente erhalten Mitglieder der berufsständischen Versorgungswerke, zumeist Ausübende freier Berufe. Voraussetzung ist vollständige Berufsunfähigkeit. Besteht Restleistungsvermögen, entfällt eine Rentenzahlung.
Generell dient die Absicherung der Berufsunfähigkeit der Erwerbsabsicherung. Abgesichert wird im Prinzip das real verfügbare Einkommen auf Nettolohnbasis, dessen Ausfall nicht ohne (hohen) finanziellen Aufwand zu ersetzen wäre. Damit wird auf die verrichtete berufliche Tätigkeit gegen Entgelt (Lohn, Gehalt) abgestellt. Aber auch unentgeltlich verrichtete Tätigkeiten können abgesichert werden, so die der/dem Hausfrau/Hausmann. Eine vollständige Absicherung des Einkommens ist grundsätzlich nicht möglich, da das die Reaktivierung der Leistungsfälle aus Sicht der Versicherer negativ beeinflussen würde. Wer sein Einkommen von der Versicherung voll ersetzt bekommt, wird nicht viel dazu tun, über eine Umschulung oder Reha-Maßnahmen wieder zurück ins Berufsleben zu kommen.

## Sinn und Zweck der Berufsunfähigkeitsversicherung
Im Allgemeinen verfolgt eine Berufsunfähigkeitsvorsorge den Zweck, im Falle des Eintritts der Voraussetzungen den gewohnten Lebensstandard annähernd aufrechterhalten zu können. Das geschieht durch (Teil-)Abdeckung des Bedarfs, der dadurch entsteht, dass der Versicherte aufgrund von Berufsunfähigkeit nicht mehr am Erwerbsleben teilhaben kann. Er soll im Versicherungsfall einen materiellen Ausgleich erhalten. Der Berufsunfähigkeitsvorsorge kommt weiterhin Versorgungscharakter zu, denn sie dient der Gefahrenabwehr für die Familien- und Altersversorgung.
Der Schutz der Berufsunfähigkeitsversicherung reicht allerdings nicht so weit, dass von wirtschaftlicher Schadenskompensation gesprochen werden kann, denn im Gegensatz zu den Schadenversicherungen handelt es sich um eine Summenversicherung, der die Vereinbarung zugrunde liegt, eine exakt definierte (wiederkehrende) Leistung zu erbringen, nicht jedoch den tatsächlich eingetretenen wirtschaftlichen Schaden zu begleichen, § 1 Abs. 1 Satz 2 VVG.
Die Absicherung des Risikos der Berufsunfähigkeit wird unter anderem von dem Bund der Versicherten, der Verbraucherzentrale sowie Stiftung Warentest empfohlen.
Der Bund der Versicherten äußert sich zum Thema Berufsunfähigkeitsversicherung unter anderem wie folgt:

„Mit Blick auf die schweren wirtschaftlichen Folgen der Berufsunfähigkeit raten wir jedem Berufstätigen, eine Berufsunfähigkeitsversicherung abzuschließen. Das gilt auch, wenn das individuelle Risiko für Sie gering sein sollte. Einem von Berufsunfähigkeit Betroffenen nützt es nichts, wenn sich sein Schicksal als recht unwahrscheinlich darstellt.“

Der Finanzanalytiker Volker Lohmann gibt zu bedenken: 
- in drei Viertel aller Fälle ist eine Berufsunfähigkeit „die Folge einer Krankheit, so dass Unfallpolicen keine gute Idee sind“
- bei Berufen mit beispielsweise überwiegend verwaltender oder beratender Tätigkeit ist es oft schwierig zu entscheiden, wann tatsächlich von einer Berufsunfähigkeit auszugehen ist, so dass rechtliche Auseinandersetzungen mit dem Versicherungsunternehmen zu erwarten sind
- da bei Kapitalversicherungen (Rentenversicherung mit Beitragsbefreiung bei Berufsunfähigkeit) höhere Gebühren anfallen und hohe monatliche Einzahlungen erforderlich sind, sind Risikopolicen (gewöhnliche Berufsunfähigkeitsversicherungen) in Kombination mit einer Geldanlage wie einem Indexfond-Sparplan oder einer Immobilie oft die bessere Lösung (insbesondere wenn ohnehin der Erwerb eines Eigenheims vorgesehen ist).[8]

## Versichertes Risiko

### Bestimmung des Berufsunfähigkeitsbegriffs
Versichert ist bei einer Berufsunfähigkeitsabsicherung die individuelle berufliche Leistungsfähigkeit des Versicherungsnehmers in Bezug auf seinen zuletzt ausgeübten Beruf oder auf eine andere Tätigkeit, die der Versicherungsnehmer (mittlerweile) tatsächlich ausübt. Versichertes Risiko ist der (teilweise) Wegfall der Berufsfähigkeit aus gesundheitlichen Gründen (Krankheit, Körperverletzung oder Kräfteverfall), zu zumindest 50 %.
Folgende Versicherungsbestimmungen von Berufsunfähigkeit sind anzutreffen:

„Vollständige Berufsunfähigkeit liegt vor, wenn der Versicherte infolge Krankheit, Körperverletzung oder Kräfteverfalls, die ärztlich nachzuweisen sind, voraussichtlich für die Dauer von mindestens drei Jahren (Prognosezeitraum) außer Stande ist, seinen Beruf, wie er vor Eintritt der Krankheit, Körperverletzung oder des Kräfteverfalles beschaffen war, auszuüben.“

Eine weitere Formulierung lautet:

„Vollständige Berufsunfähigkeit liegt vor, wenn der Versicherte infolge Krankheit, Körperverletzung oder Kräfteverfalls, die ärztlich nachzuweisen sind, voraussichtlich für die Dauer von mindestens drei Jahren (Prognosezeitraum) außer Stande ist, seinen Beruf oder eine andere Tätigkeit auszuüben, die er auf Grund seiner Ausbildung und Erfahrung ausüben kann und die seiner bisherigen Lebensstellung entspricht (Verweisungsberuf).“

Vor allem in alten Versicherungsbedingungen ist der in den oben aufgeführten Beispielen genannte Prognosezeitraum von drei Jahren nicht enthalten, sondern es wird auf einen „voraussichtlich dauerhaften“ Zeitraum Bezug genommen. Nach ständiger Rechtsprechung ist dieser mit drei Jahren gleichzusetzen. Aus vielen aktuellen Verträgen geht hervor, dass die Leistungspflicht einsetzt, sofern die voraussichtliche Berufsunfähigkeit während der nächsten sechs Monate besteht. Es obliegt hier dem Versicherer zu einem späteren Zeitpunkt prüfen zu lassen, ob die Berufsunfähigkeit noch andauert.

### Klauseln
Klauseln übernehmen die rechtliche Funktion, Leistungen bedingungsgemäß einzuschränken beziehungsweise zu erweitern oder zu erleichtern.
Leistungseinschränkende Klauseln dienen dazu, über das Normalmaß hinausgehende Risiken (bereits vorhandene Krankheiten, gefährliche Lebensumstände, gefährliche Berufe oder schlicht fehlende Berufsbilder) aus dem Versicherungsschutz herauszunehmen. Das geschieht mittels medizinischer Ausschlussklauseln, sogenannter EU-Klauseln oder Berufsklauseln.
Leistungserweiternde Klauseln haben eine gegensätzliche Wirkung. Bedingungsgemäß vorgesehene Leistungsausschlüsse werden beseitigt, so dass der Versicherungsschutz sich erweitert. Beispiele sind die Strahlenschutzklauseln oder Infektionsklauseln für ärztliche Berufsfelder.

#### Dienstunfähigkeitsklausel
Die Dienstunfähigkeitsklausel bezieht sich auf die Dienstunfähigkeit eines Beamten. Sie bestimmt eine spezielle Form des Berufsunfähigkeitsschutzes und kann zweierlei besagen:
Als sogenannte „echte Dienstunfähigkeitsklausel“ besagt sie, dass im Falle des Versetzens eines Beamten aus dem Dienst in den Ruhestand beziehungsweise der Kündigung eines Beamten auf Probe, die Dienstunfähigkeitsversicherer keine eigene Prüfung auf Dienstunfähigkeit anstellen. Sie erkennen stattdessen die Entscheidung des Dienstherrn als richtig an und erbringen die vereinbarte Leistung oder Rente. Auf anbieterseitige Einschränkungsvoraussetzungen sowie eine Verweisbarkeitsprüfung wird gleichermaßen verzichtet. Die Versetzung in den Ruhestand oder die Entlassung stellt juristisch eine unwiderlegliche Vermutung dar.
Bei einer „unechten Dienstunfähigkeitsklausel“ verlangt der Versicherer den Nachweis einer Dienstunfähigkeit und die Versetzung in den Ruhestand oder die Entlassung. Dadurch kann der Versicherer selbst prüfen, ob eine Dienstunfähigkeit im Sinne des Gesetzes vorliegt.
Nicht alle Versicherer bieten diese Klauseln an.

#### Umorganisationsklausel
Die Umorganisationsklausel definiert, in welcher zumutbaren Weise ein Selbstständiger die Arbeitsabläufe innerhalb seines Betriebes umorganisieren muss, um weiterhin in seinem Betrieb tätig sein zu können. Ziel der Umorganisation ist es, eine bedingungsgemäße Berufsunfähigkeit zu vermeiden. Bei Selbstständigen mit Kleinstbetrieben verzichten einige Versicherer auf eine derartige Umorganisation.

#### Teilzeitklausel
Die Teilzeitklausel ist zwar schon lange diskutiert, aber insoweit relativ neu, als dass sie von sehr wenigen Versicherern eingeführt worden ist. Sie soll den Versicherungsschutz von Teilzeitbeschäftigten verbessern. Ohne die Klausel gilt der zuletzt ausgeübte Beruf, so wie er ohne gesundheitliche Beeinträchtigungen ausgestaltet war als versichert, dies sowohl für Vollzeit- wie Teilzeitbeschäftigte.
Unter Zugrundelegung einer Regeltagesarbeit von 8-Stunden (Vollzeit), ist zu 50 % berufsunfähig, wer die Tätigkeit aus gesundheitlichen Gründen nur noch 4 Stunden täglich ausüben kann. Eine 4-Stunden-Teilzeitkraft ist dagegen zu 50 % berufsunfähig, wenn sie täglich nur noch 2 Stunden tätig sein kann.
Vollzeit- und Teilzeitbeschäftigte zahlen unter ansonsten vergleichbaren Voraussetzungen zwar den gleichen Beitrag. Ein Teilzeitbeschäftigter muss aber deutlich höhere gesundheitliche Beschwerden aufweisen, um Leistungen zu erhalten.
Da im Leistungsfall aber nicht nur die Zeit, sondern vor allem das Arbeitsergebnis geprüft wird und eine Teilzeit nur dann bei der Prüfung berücksichtigt werden darf, wenn die Teilzeit eine willentliche und auf Dauer ausgelegte Entscheidung war, ist noch abzuwarten, ob diese Klausel einen tatsächlichen Mehrwert für den Kunden bietet.

#### Flugdienstunfähigkeitsklausel (Lizenzverlustversicherung)
Der Verlust der Fluglizenz („Loss of Licence“) durch Erlöschen oder Entzug führt klauselbedingt zu Leistungen, ohne dass auf andere als fliegerische Tätigkeiten verwiesen werden dürfte.

#### Weitere häufig verwendete Klauseln
- Schüler- und Studentenklauseln
- BU-Klauseln für Hausfrauen und -männer
- Optionsklauseln für Existenzgründer
- Azubi-Klauseln
- Arztanordnungsklausel

## Leistungsprüfung
Der Versicherungsgeber einer Berufsunfähigkeitsversicherung zahlt dem Versicherten eine vertraglich vorab vereinbarte Leibrente (Berufsunfähigkeitsrente), wenn er den zuletzt ausgeübten Beruf aufgrund von Krankheit, Körperverletzung oder Kräfteverfall nicht mehr ausüben kann. Das Vorliegen der Berufsunfähigkeit ist ärztlich nachzuweisen. Der Versicherte muss zu mindestens 50 % nicht mehr in der Lage sein, seinen Beruf auszuüben. Regelmäßig endet mit dem Eintritt der Leistungspflicht auch die Beitragszahlung für den Versicherungsschutz.

### Voraussetzungen
In den standardisierten Berufsunfähigkeitsrentenverträgen wird sofort geleistet, wenn die ärztliche Feststellung dahin geht, dass der Beruf über den Prognosezeitraum hinaus nicht ausgeübt werden kann. Soweit diese Feststellung nicht möglich ist, der Mindestprognosezeitraum also voraussichtlich nicht erreicht wird, werden Leistungen regelmäßig ab dem 7. Monat fällig, wenn bis zu diesem Zeitpunkt ununterbrochene Unfähigkeit bestand, den Beruf auszuüben.
In einigen Fällen werden die Prognosezeiträume bedingungsgemäß verkürzt, sodass die Feststellung der Berufsunfähigkeit für den einschätzenden Arzt erleichtert wird. Häufig anzutreffen ist die Klausel des Prognosezeitraums von sechs Monaten; das bedeutet, dass bei der Prognose der Unmöglichkeit der Aufnahme einer Tätigkeit im definierten Sinne innerhalb des Prognosezeitraums von sechs Monaten die vereinbarten Leistungen fällig werden. Selbst wenn dem Arzt eine Prognose nicht möglich ist, können Leistungsfälle ab dem 7. Monat – bei ununterbrochener Unfähigkeit der Berufsausübung – ausgelöst werden, teilweise sogar mit rückwirkender Nachzahlung für die ersten sechs Monate.

### Grundsätze
Die Formulierung „… oder eine andere Tätigkeit auszuüben, die er auf Grund seiner Ausbildung und Erfahrung ausüben kann und die seiner bisherigen Lebensstellung entspricht (Verweisungsberuf)“ bezeichnet man auch als „abstrakte Verweisung“. Das bedeutet, dass der Versicherungsgeber die Leistung ablehnen kann, wenn die versicherte Person auf einen anderen Beruf verwiesen werden kann, der „ihrer bisherigen Lebensstellung“ sowie ihrer „Ausbildung und Erfahrung“ entspricht. In der Rechtsprechung gilt die bisherige Lebensstellung nach derzeitigem Stand oft auch dann als gewahrt, wenn das Einkommen bis zu 20 % niedriger ist als zuvor. Ein Beispiel für eine solche abstrakte Verweisung wäre: Ein Chirurg kann nach Verlust eines Fingers noch Sprechstunden halten oder sich als ärztlicher Berater betätigen. Er wird also auf diese Tätigkeiten verwiesen. Das Risiko, einen derartigen Arbeitsplatz zu finden, liegt beim Versicherten selbst.
Die abstrakte Verweisung ist bei den aktuellen Versicherungstarifen nur noch selten zu finden, Standard allerdings in Altverträgen. Zu beachten ist, dass viele Versicherer nach einem Ausscheiden aus dem Berufsleben (z. B. wegen Mutterschutzes, Elternzeit, Arbeitslosigkeit) nur vorübergehend (häufig 3 – 5 Jahre) auf das abstrakte Verweisungsrecht verzichten.

### Verweisungsklauseln
Abstrakte Verweisung bedeutet, dass der Versicherte, der in seinem „alten“ Beruf zwar nicht mehr arbeiten kann, aber auf die Ausübung einer „neuen“ Tätigkeit verwiesen wird; diese übt er tatsächlich nicht aus, es genügt jedoch, dass er es könnte. Verrichtet er die „neue“ Tätigkeit nicht, erhält er keine Leistungen. In der Berufsunfähigkeitsversicherung ist die abstrakte Verweisbarkeit aus Sicht des Versicherten von besonderer Bedeutung, da es für die Verweisbarkeit unerheblich ist, ob die Arbeitsmarktsituation die Aufnahme eines anderen Berufes zulässt. Das Risiko, trotz vorliegender Berufsunfähigkeit den Berufswechsel erfolgreich zu gestalten, geht voll zulasten des Versicherten.
Davon abzugrenzen ist die konkrete Verweisung. Hier übt der Versicherte bereits eine „neue“ Tätigkeit aus. Ist die neue Tätigkeit im Hinblick auf die persönlichen Kenntnisse und Bezahlung mit dem ursprünglichen Beruf vergleichbar, kann die Versicherung die Zahlung der BUV verweigern. Ist der neue Job jedoch mit erheblichen Gehaltseinbußen verbunden, muss die Berufsunfähigkeitsversicherung ausgezahlt werden, um den bisherigen Lebensstandard zu wahren. Verweisungsklauseln haben außerhalb von Berufsunfähigkeitsversicherungen erhebliche Bedeutung auch für das Zugeständnis von Renten aus Erwerbsminderung.

## Rücktritt, Kündigung oder Anfechtung bei vorvertraglicher Anzeigepflichtverletzung

### Objektive vorvertragliche Anzeigepflichtverletzung
Der Versicherer hat Sanktionsrechte gegen den Versicherten, wenn dieser bei Vertragsstellung objektiv falsche Angaben macht. Eine Verletzung der Anzeigepflichten liegt vor, wenn der Antragsteller die ihm im Antrag unterbreiteten Fragen (insbesondere Gesundheitsfragen) unzutreffend beantwortet. Das Gleiche gilt, wenn der Antragsteller ihm selbst bekannte und gefahrerhebliche Umstände verschweigt, sei es aus Verschleierungs-, Geheimhaltungs- oder Verharmlosungsabsicht, um den begehrten Versicherungsschutz zu erhalten oder zu erweitern. Liegt eine arglistige Anzeigepflichtverletzung im Sinne des § 21 Abs. 2 VVG vor, muss im Leistungsfall nicht auf Kausalität abgestellt werden, um die Leistung zu verweigern.
Gefahrerheblich sind alle Umstände, die dafür relevant sind überhaupt Versicherungsschutz zu erhalten oder zu lediglich modifizierten Bedingungen, was im letzteren Fall zu (deutlichem) Prämienanstieg führen kann. Der Versicherer fragt die relevanten Daten im Antrag ausdrücklich ab und verlangt Schriftform. Relevanz haben insbesondere Umstände wie Krankheiten, Störungen, Beeinträchtigungen und Beschwerden. Abgefragt werden Drogen- und Rauschmittelabhängigkeit, Krankenhausaufenthalte innerhalb der letzten zehn Jahre, Behandlungen, Untersuchungen und Beratungen innerhalb der letzten fünf Jahre, Unfälle, Verletzungen und dergleichen mehr.

### Auswirkungen der VVG-Reform 2008 (Rechtsfolgen bei vorvertraglichen Anzeigepflichtverletzungen)
Mit Wirkung zum 1. Januar 2008 trat das neue Versicherungsvertragsgesetz in Kraft. Dieses stellt in § 19 VVG klar, dass der Versicherungsnehmer nur noch Umstände anzeigen muss, nach denen der Versicherer ausdrücklich in Textform gefragt hat. Das Risiko einer Fehleinschätzung darüber, was anzeigepflichtig ist oder nicht, wird vollständig auf den Versicherer verlagert. Die Anzeigepflicht endet gemäß § 19 Abs. 1 Satz 1 VVG mit „Abgabe der Vertragserklärung“, also mit Antragsstellung. Es gibt keine Nachmeldeobliegenheit mehr. Damit wird von den Voraussetzungen und Rechtsfolgen früherer Regelungen erheblich abgewichen. Insbesondere bei der Entscheidung über die Rechtsfolgen einer vorvertraglichen Anzeigepflichtverletzung kommt es maßgeblich auf den Inhalt des Verschwiegenen und auf die Schwere des Verschuldens an (Vorsatz, Fahrlässigkeit).
- Bei Arglist gilt: Der Versicherer hat das Recht zur Anfechtung. Für den Versicherten bedeutet das, dass er keine Leistungen erhält (Leistungsfreiheit).
- Bei Vorsatz gilt: Der Versicherer hat das Recht zum Rücktritt. Für den Versicherten bedeutet das, dass er keine Leistungen erhält (Leistungsfreiheit).
- Bei grober Fahrlässigkeit wird nach vertragshindernden und vertragsändernden Umständen unterschieden. Vertragshindernde Umstände führen zum Rücktrittsrecht des Versicherers und zur daraus resultierenden Leistungsablehnung. Vertragsändernde Umstände lösen das Recht für Klauseln (Ausschlüsse) oder Zuschläge (Beitragsmehrleistungen) aus. Klauseln führen zur spezifischen Leistungsfreiheit, Zuschläge zur Leistungsverpflichtung.
- Bei einfacher Fahrlässigkeit wird ebenso nach vertragshindernden und -ändernden Umständen differenziert. Für vertragsändernde Umstände gilt das gleiche wie für grobe Fahrlässigkeit. Bei vertragshindernden Umständen besteht für den Versicherer ein Kündigungsrecht. Für einen eingetretenen Schaden ist er gleichwohl leistungspflichtig.

Rücktritt und Kündigung sind nur innerhalb von 5 Jahren, bei Vorsatz und Arglist innerhalb von 10 Jahren möglich, § 21 Abs. 3 VVG.

## Versteuerung der BU-Rente

### Private Berufsunfähigkeitsversicherungsverträge
Die Leistungen einer privaten Berufsunfähigkeitsversicherung werden mit dem Ertragsanteil für temporäre Leibrenten versteuert. Maßgabe ist § 55 EStDV im Annex zu § 22 EStG. Abgestellt wird mithin auf die Dauer der Leistungsverpflichtung, da eine Berufsunfähigkeitsrente spätestens mit Eintritt der Regelaltersrente endet. Der Ertragsanteil ist umso höher, je eher die BU-Rente beansprucht wird (etwa ein Prozentpunkt pro Jahr); je länger die verbleibende Laufzeit ist, desto höher liegt der Ertragsanteil als Bemessungsgrundlage. Bei einer Laufzeit von 45 Jahren beträgt der Ertragsanteil somit 42 %, bei 30 Jahren 30 %, bei 15 Jahren 16 % und bei fünf Jahren 5 % (§ 55 Abs. 2 EStDV).
Beispiel: Ein Single wird heute berufsunfähig, er erhält die nächsten 15 Jahre eine Berufsunfähigkeitsversicherung ausbezahlt. Dann hat er in jedem Jahr 16 % der Auszahlung individuell zu versteuern. Erhält er in einem Jahr 24.000 € ausgezahlt, muss er davon 3.840 € (den Ertragsanteil) im Rahmen seiner Einkünfte individuell versteuern. Bei einem beispielhaften persönlichen Steuersatz von 25 % müsste er somit auf die Auszahlung von 24.000 € insgesamt 960 € Steuern zahlen (4 % = 16 % * 0,25). Liegt die Steuerpflicht seiner Berufsunfähigkeitsrente (aus Ertragsanteil) addiert mit seinen sonstigen steuerpflichtigen Einnahmen (Miete, Kapitalerträge und dergleichen) unterhalb des Steuerfreibetrages, hat er keine Steuern zu entrichten.
Sozialabgaben (Kranken- und Pflegeversicherung) werden für gesetzlich Versicherte in voller Höhe von der BU-Rente abgezogen, ausgenommen folgender Fall: Wenn gleichzeitig eine gesetzliche Erwerbsminderungsrente bezogen wird oder eine geringfügige Beschäftigung besteht, dann ist die BU-Leistung abgabenfrei. Ansonsten fällt der Beitrag in voller Höhe an, inklusive dem Anteil, welchen bei Arbeitnehmern der Arbeitgeber getragen hätte. Insgesamt können die Sozialabgaben ca. 20 % von der Leistung der BU-Rente abziehen.
Privat Krankenversicherte zahlen keine zusätzlichen Abgaben auf die BU-Rente, da ihr Krankenversicherungsbeitrag unabhängig vom Einkommen ist; sie müssen weiterhin ihren privaten KV-Beitrag in voller Höhe leisten. Zudem müssen Privatversicherte, die keiner Erwerbstätigkeit mehr nachgehen, auch den Beitrag übernehmen der bislang als Arbeitgeberzuschuss geleistet wurde, wodurch sich die Kosten der Krankenversicherung verdoppeln können. Daher muss eine BU-Rente ausreichend hoch abgeschlossen werden, um im Leistungsfall diese Kosten tragen zu können; ggf. ist eine Rückkehr in die gesetzliche Krankenversicherung zu prüfen.
Beiträge zur Gesetzliche Rentenversicherung entfallen bei Bezug einer BU-Rente. Dies bedeutet jedoch auch, dass keine weiteren Rentenpunkte gesammelt werden, wodurch Altersarmut droht wenn keine freiwilligen Beiträge oder private Vorsorge geleistet werden.

### Steuerlich geförderte Berufsunfähigkeitsversicherungsverträge
Anders verhält es sich bei Berufsunfähigkeitsabsicherungen, die als Risikobaustein oder auch separat im Zusammenhang mit staatlich geförderten Altersvorsorgeprodukten vereinbart werden.
Leistungen aus Berufsunfähigkeitsrentenabsicherungen aus der Betrieblichen Altersversorgung werden, soweit die Beiträge dafür steuerfrei gestellt wurden, voll versteuert. Die Steuerbemessungsgrundlage liegt mithin bei 100 % (§ 3 Nr. 63 EStG).
Leistungen aus Bausteinen der Berufsunfähigkeitsrente, die über Rürup-Renten abgeschlossen wurden, fallen unter die sogenannte Kohortenversteuerung, der auch Leistungen aus der GRV oder der berufsständischen Versorgungswerke der Ärzte, Rechtsanwälte, Notare, Steuerberater, Apotheker oder Architekten unterliegen. Im Jahr 2016 liegt die Bemessungsgrundlage für Leistungseintritte in diesem Jahr bei 72 % und steigt für Leistungseintritte bis zum Jahr 2040 sukzessive um 2 %, ab 2020 in 1 %-Schritten im Jahr an, bis letztlich 100 % erreicht sind.
Seit Januar 2014 hat sich die steuerliche Förderung im Zuge des Altersvorsorge-Verbesserungsgesetzes (AltvVerbG) geändert. Fortan können auch Beiträge zur Berufsunfähigkeitsversicherung steuerlich abgesetzt werden, wenn der Vertrag neben einer Leistung bei Berufsunfähigkeit auch eine lebenslange Rentenzahlung vorsieht – unabhängig von der Kopplung an ein Altersvorsorgeprodukt. Experten gehen jedoch davon aus, dass diese Verträge deutlich teurer sind als nicht geförderte. Zudem drohen weitere Nachteile für Gering- und Durchschnittsverdiener.
Kranken- und Pflegeversicherungsbeiträge für gesetzlich Versicherte werden in voller Höhe beim Bezug einer zuvor geförderten BU-Rente abgezogen.

## Standardisierte Faktoren zur Ermittlung der Versicherungsprämie

### Persönliche Faktoren
- Das Alter, bis zu dem die BU-Rente maximal gezahlt wird (Leistungsdauer oder Leistungszeit). Die Versicherungsbranche orientiert sich hier an der sogenannten Regelaltersrente der gesetzlichen Rentenversicherung. Eine BU-Rente kann bei den heute angebotenen Tarifen in der Regel bis höchstens zum vollendeten 67. Lebensjahr vereinbart werden.
- Die Versicherungsdauer: Das Alter, bis zu dem der Versicherungsfall eintreten muss, um einen Leistungsanspruch gegenüber dem Versicherer zu haben. So kann beispielsweise eine Versicherungsdauer bis zum 55. Lebensjahr und eine Leistungsdauer bis zum 65. Lebensjahr vereinbart werden. In diesem Fall würde bei Eintritt der Berufsunfähigkeit bis zum 55. Lebensjahr bis zum 65. Lebensjahr eine Rente gezahlt werden.
- Die Berufsgruppe: Die individuelle Risikoeinstufung nahezu aller denkbaren Berufe. Während z. B. ein Apotheker statistisch betrachtet selten berufsunfähig wird, ist das bei Gastwirten häufig der Fall. Hier wendet man, wie auch in der privaten Krankenversicherung das sogenannte Individualprinzip an, was in der Regel zu verschiedenen Beiträgen je nach Einstufung des zu versichernden Risikos führt. Ein Gastwirt zahlt somit einen wesentlich höheren Beitrag als ein Apotheker. Für Berufe mit höherem Risiko (z. B. handwerkliche Berufe, aber auch Lehrer) wird üblicherweise die tariflich zulässige Versicherungsdauer auf das vollendeten 55. oder 60. Lebensjahr begrenzt oder es werden Höchstversicherungsgrenzen festgelegt. Wer den falschen Beruf versichert hat, verstößt somit unter Umständen unwissentlich gegen die Annahmerichtlinie des Versicherers und gefährdet seinen Versicherungsschutz, da der Versicherer wegen Verletzung der vorvertraglichen Anzeigepflicht den Vertrag anfechten oder von ihm zurücktreten kann. Mittlerweile differenziert sich die Auswahl der Berufsgruppen je nach Versicherer deutlich. So haben einige wenige Versicherer die Einteilung in Berufsgruppen völlig abgeschafft, andere diese breit gefächert.
- Das Eintrittsalter
- Die Karenzzeit
- Der Gesundheitszustand (Vorerkrankungen)
- Teilweise verlangen Versicherer höhere Beiträge für Raucher und Risiko-Sportler
- Das Geschlecht wirkt sich seit der Einführung des Unisex-Tarifes zum Jahresende 2012 nicht mehr auf die Beitragshöhe aus, zuvor war es jedoch relevant. Alter, Versicherungsdauer und Beruf bestimmten die Prämie aber in weit höherem Maße.

### Vereinbarte Leistungen
- Die Höhe der monatlichen Berufsunfähigkeitsrente
- Eine eventuell garantierte jährliche Rentensteigerung im BU-Fall (zum Inflationsausgleich)
- Einschluss von Sonderbedingungen, beispielsweise die Einschränkung zur Möglichkeit der sogenannten abstrakten Verweisung

## Vertragswahl und Antragstellung

### Versicherungsbedingungen und Auswahlkriterien
Laut Stiftung Warentest zeichnen sich gute Verträge durch folgende Kriterien in den Versicherungsbedingungen aus:
1. Verzicht auf abstrakte Verweisung: Der Versicherer verzichtet darauf, den Versicherungsnehmer auf einen anderen Beruf zu verweisen, der ggf. noch ausgeübt werden kann. Dabei ist es allerdings nicht möglich, einen Ingenieur auf einen Pförtner zu verweisen. Ein Verweisungsberuf kommt nur dann in Frage, wenn er am allgemeinen Arbeitsmarkt verfügbar ist, gesundheitlich möglich ist und mit dem zuletzt ausgeübten Beruf vergleichbar ist.[19] Der neue Beruf darf weder über- noch unterfordern. Und die soziale Stellung muss gewahrt bleiben, sowohl finanziell als auch im Ansehen. Heute gibt es nur noch sogenannte Basis- oder smart-Tarife, die überhaupt noch über die abstrakte Verweisung verfügen.
2. Sechs-Monats-Prognose: Die Berufsunfähigkeit wird anerkannt, wenn der Versicherungsnehmer für voraussichtlich sechs Monate berufsunfähig ist. Auch das ist heute Marktstandard.
3. Rückwirkende Leistung: Der Versicherer zahlt die Berufsunfähigkeitsrente rückwirkend ab Beginn der Berufsunfähigkeit, auch wenn erst später festgestellt werden kann, dass es sich um einen dauerhaften Zustand handelt. Auch Marktstandard.
4. Rückwirkende Leistung für mindestens drei Jahre: Wird eine dauernde Berufsunfähigkeit verspätet gemeldet, z. B. weil eine Erkrankung unterschätzt wurde oder die Existenz des Versicherungsschutzes Angehörigen nicht bekannt war, leistet der Versicherer nicht rückwirkend. Diese Meldefrist findet sich noch in einigen Tarifen. Aber der gehobene Marktstandard leistet rückwirkend, solange die Berufsunfähigkeit nachgewiesen werden kann.
5. Nachversicherungsgarantie: Erhöhung der Rente ohne erneute Gesundheitsprüfung bei besonderen Ereignissen wie Heirat oder Jobwechsel (ähnlich zur nicht anlassbezogenen Dynamik, die einen Inflationsausgleich bewirken soll). Hier ist darauf zu achten, dass zwar auf eine Gesundheitsprüfung, aber nur selten auf die Risikoprüfung verzichtet wird. Ein neuer Beruf und ein neues Hobby müssten also angegeben werden.
6. Garantierte Dynamik im Leistungsfall: Um einem Wertverlust der Rente vorzubeugen, garantiert der Versicherer eine Erhöhung der Rente um 1–3 %. Diese garantierte Leistungsfalldynamik ist relativ teuer. Bei Tarifen, die bis zum 67. Lebensjahr laufen, kostet 1 % Leistungsdynamik ungefähr 5 % Mehrbeitrag. Wenn man die tatsächliche Wahrscheinlichkeit einer dauerhaften Berufsunfähigkeit bedenkt, ist das nicht immer wirtschaftlich sinnvoll.
7. Stundungsrecht: Der Versicherte kann nach Meldung einer Berufsunfähigkeit eine zinslose Stundung seiner Beiträge beantragen. Während der Versicherer über die Gewährung der Rente entscheidet, hat der Betroffene meist kein Einkommen. Gerade in dieser Phase wäre es nachteilhaft, wenn der Versicherungsschutz verloren ginge, weil die Beiträge nicht gezahlt werden können.
8. Befristete Anerkenntnisse: Die Versicherungsbedingungen enthalten definierte Zeiträume für den Fall, dass der Versicherer eine Berufsunfähigkeit nur befristet anerkennt. Oder aber, es wird auf eine befristete Anerkenntnis vollständig verzichtet.
9. Verzicht auf § 19 Abs. 3 und 4 VVG: Der Versicherer verzichtet auf diese gesetzlichen Rechte, die es ihm erlauben, nachträglich vom Vertrag zurückzutreten oder den Beitrag zu erhöhen, wenn bereits bei Vertragsbeginn ein erhöhtes Risiko vorlag, das dem Versicherten aber nicht bekannt war. Das klingt zunächst mal gut, allerdings bleiben die Rechte der Anfechtung oder des Rücktritts aus anderen Gründen davon unberührt.
10. Weltweite Geltung: Der Schutz gilt auch, wenn der Versicherte ins Ausland gezogen ist.
11. Erwerbsminderung: Die Anerkenntnis der vollen Erwerbsminderungsrente durch die gesetzliche Rentenversicherung allein aus medizinischen Gründen wird als Berufsunfähigkeit gewertet werden.
12. Vorübergehende Unterbrechung der Berufstätigkeit: War der Versicherte bei Eintritt der Berufsunfähigkeit nicht berufstätig (z. B. wegen Arbeitslosigkeit oder Erziehungsurlaub), zählt für die Anerkennung der zuletzt ausgeübte Beruf.

Für seine Bewertungspraxis wurde Stiftung Warentest von Branchenvertretern wiederholt kritisiert. Die Qualität einer komplexen Berufsunfähigkeitspolice lasse sich aus Sicht eines Verbrauchers nicht anhand einiger weniger Kriterien abschließend beurteilen. Die mangelnde Differenzierung der Testkriterien sei schon daran zu erkennen, dass im Jahre 2013 75 % der Tarife sowie im Jahre 2015 57 % die Bestnote „sehr gut“ erhielten. Das Rating- und Analysehaus Franke und Bornberg bezeichnete die Auswahl der Testkriterien als „willkürlich anmutend“. Als wichtige Kriterien, die bei den Tests der Stiftung Warentest keine Beachtung fanden, wurden dabei genannt:
- Leistungsausschlüsse
- Definition der Lebensstellung (als beschränkendes Element im Falle einer konkreten Verweisung)
- Regelungen zu Zahlungsschwierigkeiten
- medizinische Mitwirkungspflichten
- Regelungen für bestimmte Berufsgruppen, wie Selbständige, Beamte, Auszubildende etc.

Für Behinderte kann es unter Umständen schwierig sein, eine Berufsunfähigkeitsversicherung abzuschließen. Der Gesetzgeber hat jedoch geregelt, dass Behinderte nur in begründeten Ausnahmefällen abgelehnt werden dürfen (§ 20 Abs. 2 Satz 2 AGG). Das Gesetz trat 18. August 2006 in Kraft.

### Gesundheitsfragen
Vor Abschluss einer Berufsunfähigkeitsversicherung sind zahlreiche Gesundheitsfragen zu beantworten. Diese werden von der Versicherung genau geprüft. Fehlerhafte Angaben können an dieser Stelle zu einem späteren Leistungsausschluss führen. Die Gestaltungsrechte reichen von Rücktritt über Kündigung bis hin zur Anfechtung (bei Arglist des Versicherungsnehmers). Dadurch verliert der Versicherungsnehmer unter Umständen seinen Versicherungsschutz und muss möglicherweise erhaltene Beiträge zurückzahlen.
Antragsteller, die an Erkrankungen leiden, müssen mit Preisaufschlägen, Leistungsausschlüssen oder gar einer Komplettablehnung rechnen. Um nachteilige Einträge im Hinweis- und Informationssystem der Versicherungswirtschaft (HIS) zu vermeiden, empfiehlt es sich für Verbraucher an dieser Stelle, zuerst eine Risikovoranfrage bzw. unverbindliche Vorabanfrage Versicherungswesen zu starten.

### Zahlungsbereitschaft der einzelnen Versicherer
Veröffentlichung vom Analysehaus „Morgen&Morgen“ zur Zahlungsbereitschaft einzelner BU-Versicherer im Schadensfall (Stand: Juni 2015)
| Versicherer          | Leistungsquote in Prozent |
| -------------------- | ------------------------- |
| Condor               | 92,3                      |
| RheinLand            | 90,3                      |
| HDI                  | 84,6                      |
| Allianz              | 84,2                      |
| VGH Versicherungen   | 83,5                      |
| VPV Lebensvers. AG   | 82,3                      |
| Debeka               | 81,8                      |
| SV Leben             | 80,8                      |
| AXA                  | 80,7                      |
| Württembergische     | 80,1                      |
| Öfftl. Braunschweig  | 79,7                      |
| Europa               | 78,3                      |
| Arag                 | 78,2                      |
| Swiss Life           | 77,6                      |
| Volkswohl Bund       | 76,8                      |
| AachenMünchener      | 76,0                      |
| Deutsche Ärztevers.  | 75,9                      |
| Inter                | 75,4                      |
| R+V                  | 74,9                      |
| Bayern Versicherung  | 74,6                      |
| Standard Life        | 74,4                      |
| Münchener Verein     | 73,8                      |
| Alte Leipziger       | 73,2                      |
| Provinzial Rheinland | 73,2                      |
| Barmenia             | 72,7                      |
| Continentale         | 72,6                      |
| Credit Life          | 72,2                      |
| Generali             | 72,1                      |
| LVM                  | 71,3                      |
| Basler               | 70,1                      |
| CosmosDirekt         | 70,1                      |
| DEVK Eisenbahn a. G. | 70,0                      |
| Gothaer              | 69,8                      |
| Hannoversche Leben   | 69,7                      |
| IDUNA Leben          | 68,7                      |
| HUK-COBURG           | 68,6                      |
| Dialog               | 66,6                      |
| Stuttgarter          | 66,5                      |
| Nürnberger           | 65,2                      |
| Zurich Dt. Herold    | 65,1                      |
| WWK                  | 64,8                      |
| LV 1871              | 61,1                      |
| Öfftl. Berlin        | 60,5                      |
| Süddeutsche          | 58,8                      |
| InterRisk            | 57,9                      |
| Concordia Oeco       | 57,8                      |
| die Bayerische       | 56,6                      |
| HanseMerkur          | 55,1                      |
| DEVK-Allgemeine      | 54,0                      |
| myLife               | 52,7                      |
| Nürnberger Beamten   | 49,1                      |
| Familienfürsorge     | 47,1                      |
| Mecklenburgische     | 39,4                      |
| Canada Life          | 27,7                      |
| uniVersa             | zwischen 50 und 55*       |
| ERGO Leben           | zwischen 65 und 85*       |
| Helvetia             | zwischen 65 und 85*       |
| neue leben           | zwischen 65 und 85*       |
| VLV                  | keine Teilnahme           |
| Community Life       | keine Daten verfügbar     |
| Itzehoer             | keine Teilnahme           |
| Provinzial NordWest  | keine Teilnahme           |
| Saarland             | keine Teilnahme           |
| TARGO                | keine Teilnahme           |
| VHV Leben            | keine Teilnahme           |
| Vorsorge Leben       | keine Teilnahme           |
| WGV                  | keine Teilnahme           |

* genaue Werte liegen vor, dürfen aber nicht veröffentlicht werden

## Alternativen
Keine andere Versicherung deckt das genaue Feld einer BU ab. Einzelne Ursachen oder Folgen von Berufsunfähigkeit können durch andere Produkte teilweise versichert sein. Bei vielen dieser Versicherungen sind die Aufnahmebedingungen (Gesundheitsprüfung) weniger streng als in der BU, bzw. entfallen bei gesetzlichen Versicherungen.
| Versicherung                                               | Einschränkung |
| ---------------------------------------------------------- | --- |
| (gesetzliche oder private) Erwerbsunfähigkeitsversicherung | nur wenn gar nicht mehr arbeitsfähig; kein Bestandsschutz für den jeweiligen Beruf; gesetzliche Leistung aus der Rentenversicherung evtl. nicht ausreichend ohne zusätzliche private Erwerbsunfähigkeitsversicherung |
| Pflegeversicherung                                         | nur wenn die Berufsunfähigkeit mit einem Pflegefall korreliert (Einstufung in Pflegegrad); Leistungen oft nicht ausreichend ohne Pflegezusatzversicherung |
| Grundfähigkeitsversicherung                                | versichert sind nur bestimmte körperliche Fähigkeiten; Psyche in der Regel nicht inkludiert; zahlt nicht bei Krankheiten ohne Verlust einer Grundfähigkeit; greift oft erst bei starken Einschränkungen |
| Dread-Disease-Versicherung                                 | nur bei (bestimmten) Krankheiten, z. B. Krebs |
| gesetzliche Unfallversicherung, private Unfallversicherung | private Unfallversicherung zahlt nur, wenn die Berufsunfähigkeit aus einem Unfall herrührt (nur 8 % der Ursachen von BU), die gesetzliche Unfallversicherung zahlt zudem nur bei Unfällen auf dem Arbeitsweg oder am Arbeitsplatz, die private bei allen Unfällen. die gesetzliche Unfallversicherung zahlt auch bei Krankheit, falls die Krankheit als Berufskrankheit direkt mit dem Arbeitsplatz zusammenhängt; die private zahlt nicht bei Krankheiten, außer sie hängen direkt mit dem Unfall zusammen (zahlt nicht z. B. bei fortschreitenden Erkrankungen wie Krebs, Bandscheibe... oder bei psychischen Erkrankungen) |

Eine sogenannte Multi-Risk-Versicherung kann mehrere dieser Versicherungsarten kombinieren.
Eine private Krankentagegeldversicherung zahlt zeitlich unbegrenzt, solange eine temporäre Arbeitsunfähigkeit aber keine Erwerbsunfähigkeit oder Berufsunfähigkeit besteht; das gesetzliche Krankengeld hingegen endet nach 78 Wochen (siehe Aussteuerung). Mit dem Übergang zur Erwerbsunfähigkeit enden sowohl Krankengeld als auch Krankentagegeld.

## Diskussion um das Vorliegen eines Marktversagens
Mit Gesetz zur Reform der Renten wegen verminderter Erwerbsfähigkeit vom 20. Dezember 2000 (BGBl. I S. 1827) wurden die gesetzliche Berufsunfähigkeits- sowie die Erwerbsunfähigkeitsrente durch die Erwerbsminderungsrente ersetzt. Das neue, deutlich verminderte Leistungsniveau im gesetzlichen Rentensystem hat somit de facto eine Privatisierung der Absicherung der Arbeitskraft bewirkt.
Laut Statistik der Deutschen Rentenversicherung wird in etwa jeder Vierte im Laufe seines Erwerbslebens berufsunfähig. Dennoch waren im Jahre 2016 nur etwa 17 % der Deutschen privat gegen Berufs- oder Erwerbsunfähigkeit versichert. In vielen Fällen wird mit dem Versicherer eine Rente vereinbart, die nicht ausreicht, um die Versorgungslücke zwischen individuellem Bedarf und gesetzlichen Leistungen zu schließen.
Für die zu geringe Versorgung der Bevölkerung werden folgende Gründe genannt:
- Kosten der Absicherung: Um sich im Preiswettbewerb Vorteile zu verschaffen, haben Versicherungen die versicherten Berufe in immer feiner spezifizierte Risikogruppen eingeteilt.[35] Berufe mit geringem Risiko (z. B. Akademiker und Bürokaufleute) profitieren von immer günstigeren Prämien und einem sehr hohen Leistungsniveau, während körperlich Tätigen (z. B. Dachdeckern und Malern) immer höhere Prämien angeboten werden.[36] Der Versicherungswirtschaft wird vor dem Hintergrund dieser Entwicklung vorgeworfen, einen gesellschaftlichen Risikoausgleich unmöglich zu machen und somit ihrer sozialpolitischen Verantwortung nicht gerecht zu werden.[37]
- Überhöhtes Leistungsniveau und Fehlen von Basistarifen: Um im Wettbewerb um Versicherungsnehmer mit geringen Berufsrisiken zu bestehen, hätten Versicherer letztlich unnötige Leistungsmerkmale eingeführt, die als „einzigartige“ Verkaufsargumente dienen sollen. Diese verteuerten die Tarife aber insbesondere für körperlich Tätige unnötig, es fehle an bezahlbaren Basistarifen.[35]
- Erschwerter Zugang und Komplexität des Antragsprozesses: Kritisiert werden die Komplexität der angebotenen Tarife und Antragsformulare, die bei fehlerhaften Angaben zu einem Verlust des Versicherungsschutzes führen können.[38][39] Eine besondere Rolle spielen dabei Vorerkrankungen, die zu hohen Zuschlägen, Ausschlüssen im Versicherungsschutz oder vollständigen Ablehnung des Antrags führen können.[36]
- Flexibilität der Tarife: Es wird ferner kritisiert, dass sich junge Menschen zwar in der Regel aufgrund eines allgemein guten Gesundheitszustands recht problemlos versichern können, aber in Ausbildung und Studium noch nicht über das notwendige Einkommen verfügen, um die monatlichen Prämien zu bestreiten.[36]

Laut der Verbraucherzentrale Nordrhein-Westfalen sei in 40 % der Beratungsgespräche keine geeignete Versicherung zu finden.
Der Bund der Versicherten sowie die Verbraucherzentrale Nordrhein-Westfalen haben diese Situation als Marktversagen bezeichnet. Als Konsequenz aus der geringen Verbreitung der Berufsunfähigkeitsversicherung in der Bevölkerung sowie der für viele Verbraucher unvorteilhaften Wettbewerbsdynamik, fordern der Bund der Versicherten, die Verbraucherzentrale Nordrhein-Westfalen sowie die IG Metall ein stärkeres Engagement der Politik beziehungsweise eine Rückkehr zur staatlichen Berufsunfähigkeitsabsicherung.

## Berufsunfähigkeitsversicherung (Österreich)
In Österreich besteht ein gesetzlicher Anspruch auf Berufsunfähigkeitsleistungen aus der jeweiligen Pensionsversicherung, wenn durch ein ärztliches Gutachten festgestellt wurde, dass die Person durch eine Beeinträchtigung ihrer Gesundheit dauerhaft und in ausreichendem Umfang in ihrer Leistungsfähigkeit beeinträchtigt ist. Dabei ist das Kriterium, ob die Person in einer zumutbaren Tätigkeit nur mehr die Hälfte oder weniger als die Hälfte des Entgeltes ihrer vorherigen Tätigkeit erzielen könnte. Besonders häufig führen dabei körperliche oder geistige Erkrankungen zu Ansprüchen, seltener sind es Arbeitsunfälle. Neben einem ärztlichen Gutachten gelten eine Anzahl von mindestens 180 Beitrags- oder 300 Versicherungsmonaten als Zugangsvoraussetzung. Auch darf die Person noch keinen Anspruch auf eine frühzeitige Alterspension haben. Für unter 50-jährige verkürzt sich die notwendige Anzahl an Versicherungszeiten auf 5 Jahre (60 Monate) innerhalb der letzten 120 Kalendermonate – für Personen unter 27 Jahren (bei Versicherungsfall-Eintritt) verkürzt sich die notwendige Beitragsdauer auf 6 Monate. Bei Arbeitsunfällen, Unfällen während des Präsenz- oder Ausbildungsdienstes im österreichischen Bundesheer oder bei Versicherungsfällen durch eine Berufskrankheit entfällt die Wartefrist komplett.
Zusätzlich zur staatlichen Absicherung durch die Pensionsversicherung besteht auch in Österreich die Möglichkeit, sich privat gegen die Folgen einer Berufsunfähigkeit zu versichern. Allerdings verfügen derzeit laut einer WIFO-Studie im Auftrag des Versicherungsverbandes nur 4 % der Österreicherinnen und Österreicher über eine BU oder Dread-Disease-Versicherung.

## Regelung im Fürstentum Liechtenstein (Invalidenversicherung)
In Liechtenstein sind erwerbstätige Personen über die Liechtensteinische AHV in der 1. Säule und über die jeweilige Vorsorgeeinrichtung in der 2. Säule gegen Berufsunfähigkeit versichert.
Für die IV müssen Arbeitnehmer und Arbeitgeber je 0,75 Prozent des Erwerbseinkommen in die AHV einzahlen. Vorrangig soll die Invalidenversicherung berufsunfähige Personen so unterstützen, dass es ihnen möglich ist, den Lebensunterhalt ganz oder teilweise aus eigener Kraft zu bestreiten und ohne fremde Assistenz auszukommen. Dabei geht die IV nach der Devise Rehabilitation vor Rente vor. Letztere wird ausschließlich angewendet, wenn gesetzte Eingliederungsmaßnahmen nicht möglich sind oder nicht erfolgreich sind.
Die IV leistet zu diesem Zweck:
- Eingliederungsmaßnahmen
- Invalidenrenten

Die Vorsorgeeinrichtung der 2. Säule richtet zusätzlich Invaliditätsleistungen aus. Dabei ist diese bei der Feststellung der Berufsunfähigkeit (Invalidität) an die Einschätzung der Invaliditätsversicherung gebunden.

## Regelung in der Schweiz (Invalidenversicherung)
Im Rechtssystem der Schweiz wird die Berufsunfähigkeitsversicherung als Invalidenversicherung bezeichnet.